# Christine Michael
Christine Michael (Beaumont, 9 novembre 1990) è un ex giocatore di football americano statunitense che ha militato nel ruolo di running back nella National Football League (NFL). Fu scelto nel corso del secondo giro (62º assoluto) del Draft NFL 2013 dai Seattle Seahawks. Al college ha giocato a football a Texas A&M.

## Carriera universitaria
Michael accettò una borsa di studio per frequentare la Texas A&M University, con cui giocò nella squadra di football dei Texas A&M Aggies dal 2009 al 2012. Nel 2009, dopo aver corso 844 yard su 166 possessi, Michael fu premiato come Offensive Freshman of the Year della Big 12 Conference. A causa della rottura della tibia destra a metà della stagione 2010, dovette sottoporsi a un'operazione chirurgica che gli fece perdere tutto il resto dell'annata, terminata con 631 yard totali e 4 touchdowns.
Michael tornò nella stagione 2011 in cui stava per superare le mille yard corse fino a quando un infortunio subito contro Oklahoma gli fece concludere ancora anzitempo la stagione, terminata con 899 yard corse e 7 touchdown nelle prime nove gare. Contro Arkansas corse un primato in carriera di 230 yard (terzo risultato della storia dell'istituto) e 3 touchdown.

## Carriera professionistica

### Seattle Seahawks

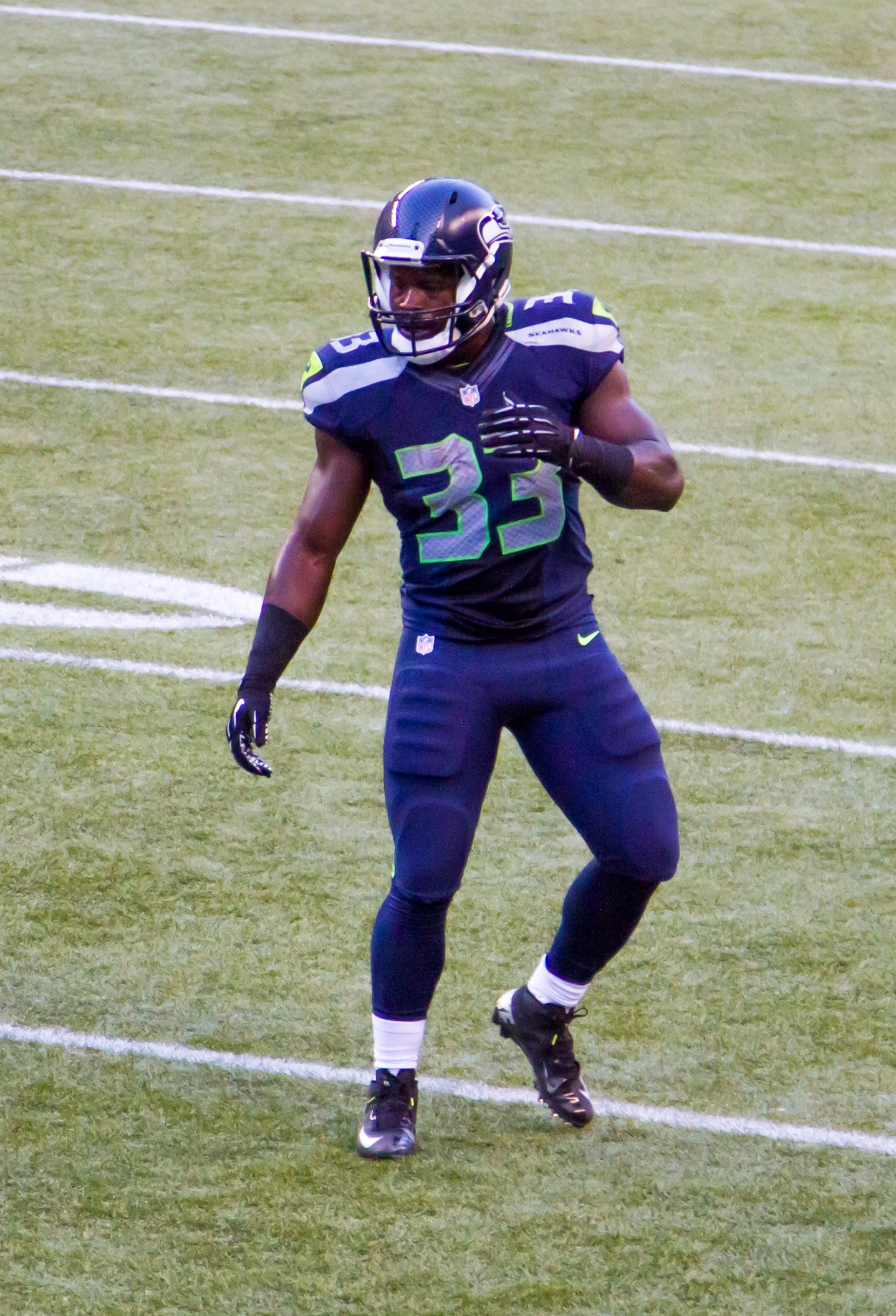
Michael nella pre-stagione 2014

Michael fu scelto dai Seattle Seahawks nel corso del secondo giro del Draft 2013. Debuttò come professionista entrando nel secondo tempo della gara della settimana 3 contro i Jacksonville Jaguars, correndo 37 yard su 9 tentativi. Chiuso dal titolare Marshawn Lynch e dalla sua riserva Robert Turbin, Michael disputò solamente quattro partite nella sua stagione da rookie, correndo 79 yard su 18 tentativi. Il 2 febbraio 2014 vinse il Super Bowl XLVIII quando i Seahawks batterono i Denver Broncos per 43-8.
A fine maggio 2014, dopo la fine dei primi allenamenti facoltativi, l'allenatore Pete Carroll annunciò che Michael avrebbe avuto un ruolo maggiore nella stagione a venire. Malgrado tali dichiarazioni, debuttò invece solo nella settimana 7 contro i Rams correndo due volte per cinque yard. Da quel momento disputò tutte le restanti partite tranne quella della settimana 12, concludendo con 175 yard corse in dieci presenze.

### Dallas Cowboys
Il 6 settembre 2015, Michael fu scambiato coi Dallas Cowboys per una scelta del draft non comunicata. Dopo sole 51 yard corse in 5 presenze, il 17 novembre 2015 fu svincolato.

### Washington Redskins
Il 19 novembre 2015, Michael firmò con la squadra di allenamento dei Washington Redskins. Fu svincolato il 15 dicembre 2015.

### Ritorno ai Seahawks
Dopo gli infortuni di Marshawn Lynch e Thomas Rawls, il 16 dicembre 2015 Michael firmò per fare ritorno ai Seahawks. Quattro giorni dopo, contro i Browns, gli furono assegnati la maggior parte dei possessi e Michael rispose guidando la squadra con un nuovo massimo personale di 84 yard in 16 tentativi di corsa nella vittoria per 30-13. Nell'ultimo turno della stagione regolare superò per la prima volta le cento yard, guadagnandone 102 nella vittoria in casa degli Arizona Cardinals. Nel primo turno di playoff, con Lynch ancora assente, Michael partì ancora come titolare, risultando il miglior corridore della gara con 70 yard nella vittoria per 10-9 sui Minnesota Vikings nella terza gara più fredda della storia della post-season.
Con il ritiro di Lynch e Rawls di ritorno da un lungo infortunio, Michael fu nominato running back titolare di Seattle per l'inizio della stagione 2016, dove nella prima gara corse 66 yard nella vittoria sui Miami Dolphins. Due settimane dopo segnò i primi due touchdown su corsa in carriera, correndo un nuovo massimo stagionale di 106 yard nella vittoria sui 49ers. Nel turno successivo segnò la sua prima marcatura su ricezione, su passaggio di Russell Wilson.
Il 15 novembre 2016, sorprendentemente, i Seahawks svincolarono Michael, che fino a quel momento era stato il loro running back titolare in sette delle dieci partite disputate. Dopo diverse speculazioni, il capo-allenatore Pete Carroll affermò che una delle motivazioni fu il ritorno dall'infortunio di Thomas Rawls.

### Green Bay Packers
Poche ore dopo, Michael firmò con i Green Bay Packers. Con essi concluse la stagione 2016, correndo 114 yard e segnando un touchdown su corsa
Il 23 marzo 2017, Michael rifirmò coi Packers un contratto annuale del valore di 800.000 dollari. Il 1º marzo dello stesso anno fu svincolato dopo che Green Bay scelse tre running nel Draft 2017.

### Indianapolis Colts
Il 1º giugno 2017, Michael firmò con gli Indianapolis Colts. Il 15 giugno 2017 fu inserito in lista infortunati.
Il 21 marzo 2018, Michael firmò ancora con i Colts. Il 25 settembre 2018 fu svincolato.

## Palmarès

### Franchigia
- Super Bowl : 1

Seattle Seahawks: Super Bowl XLVIII
- National Football Conference Championship: 2

Seattle Seahawks: 2013, 2014